# Michèle Dittlot
Michèle Dittlot est une femme politique monégasque. Elle est membre du Conseil national de 2003 à 2008 et de 2008 à 2013, et depuis 2018.